# ГЕС Toledo Bend
ГЕС Toledo Bend — гідроелектростанція на межі штатів Луїзіана і Техас (Сполучені Штати Америки). Використовує ресурс із річки Сабін, яка впадає до Мексиканської затоки за сотню кілометрів на схід від Х'юстона.
У межах проекту річку перекрили земляною греблею висотою 34 метри та довжиною (разом з допоміжними дамбами) 3429 метрів, крім того, у неї інтегрована бетонна ділянка водоскидів завдовжки 255 метрів. Гребля утримує витягнуте на 137 км водосховище з площею поверхні від 553 км2 до 749 км2 та об'ємом 5,5 млрд м3 (корисний об'єм 1,92 млрд м3), в якому припустиме коливання рівня у операційному режимі між позначками 49 та 52 метри НРМ.
Основне обладнання станції становлять дві турбіни типу Каплан потужністю по 41,6 МВт, які використовують мінімальний напір у 18,5 метра та повинні забезпечувати виробництво 207 млн кВт-год електроенергії на рік.
Відпрацьована вода потрапляє у відвідний канал завдовжки 2,4 км, який приєднується до річки за 9,5 км нижче від греблі.